# Statistiche e record della Ternana Calcio
Nella presente pagina sono riportate le statistiche nonché record riguardanti la Ternana, società calcistica italiana con sede a Terni.

## Statistiche di squadra

### Record assoluti
Di seguito i record assoluti positivi e negativi della società.

#### Positivi
Totali
- Maggior numero di vittorie: 28 (2020-2021)
- Minor numero di pareggi: 3 (1929-1930, 1930-1931, 1931-1932)
- Minor numero di sconfitte: 1 (1952-1953, 1997-1998)
- Maggior numero di gol fatti: 95 (2020-2021)
- Minor numero di gol subiti: 13 (1991-1992)
- Miglior differenza reti: +64 (1953-1954)
- Miglior media punti: 1,69[2] (1953-1954)

In casa
- Maggior numero di vittorie: 16 (1988-1989)
- Minor numero di pareggi: 0 (1928-1929)
- Minor numero di sconfitte: 0 (12 occasioni)
- Maggior numero di gol fatti: 56 (1942-1943)
- Minor numero di gol subiti: 3 (1967-1968, 1991-1992)
- Miglior differenza reti: +43 (1942-1943)
- Miglior media punti: 2.00[2] (1952-1953)

Fuori casa
- Maggior numero di vittorie: 14 (2020-2021)
- Maggior numero di pareggi: 12 (1997-1998)
- Minor numero di sconfitte: 1 (1952-1953,1953-1954,1993-1994, 1997-1998, 2020-2021)
- Maggior numero di gol fatti: 44 (2020-2021)
- Minor numero di gol subiti: 9 (1997-1998)
- Miglior differenza reti: +27 (2020-2021)
- Miglior media punti: 1,62[2] (1953-1954)

#### Negativi
Totali
- Minor numero di vittorie: 2 (1930-1931)
- Maggior numero di pareggi: 22 (1983-1984)
- Maggior numero di sconfitte: 29 (1949-1950)
- Minor numero di gol fatti: 9 (1930-1931)
- Maggior numero di gol subiti: 92 (1949-1950)
- Peggior differenza reti: -57 (1949-1950)
- Peggior media punti: 0,32[2] (1930-1931)

In casa
- Minor numero di vittorie: 2 (1930-1931)
- Maggior numero di pareggi: 12 (1983-1984, 2005-2006)
- Maggior numero di sconfitte: 12 (1949-1950)
- Minor numero di gol fatti: 5 (1930-1931)
- Maggior numero di gol subiti: 29 (1949-1950)
- Peggior differenza reti: -30 (1930-1931)
- Peggior media punti: 0,55[2] (1930-1931)

Fuori casa
- Minor numero di vittorie: 0 (6 occasioni)
- Minor numero di pareggi: 1 (1929-1930, 1930-1931, 1931-1932, 1932-1933, 1951-1952)
- Maggior numero di sconfitte: 17 (1949-1950)
- Minor numero di gol fatti: 4 (1930-1931, 1972-1973)
- Maggior numero di gol subiti: 63 (1949-1950)
- Peggior differenza reti: -50 (1949-1950)
- Peggior media punti: 0,06 (1951-1952)

### Serie positive e negative
Di seguito le sequenze positive e negative della storia società. La data indicata si riferisce all'ultima partita della serie in questione.

#### Positive
Totali
- Miglior sequenza senza sconfitte: 39 (26/04/1998)
- Miglior sequenza di vittorie: 11 (dal 17/10/2020 al 20/12/2020)
- Miglior sequenza con gol fatti: 22 (28/02/1943)
- Miglior sequenza senza gol subiti: 6 (06/09/1998)

In casa
- Miglior sequenza senza sconfitte: 44 (14/11/1998)
- Miglior sequenza di vittorie: 15 (28/05/1989)
- Miglior sequenza con gol fatti: 40 (25/01/1942)
- Miglior sequenza senza gol subiti: 9 (31/05/1992)
- Vittoria più larga: 8-0 vs. Legnago (25/09/2024)

Fuori casa
- Miglior sequenza senza sconfitte: 19 (19/04/1998)
- Miglior sequenza di vittorie: 6 (14/03/1954)
- Miglior sequenza con gol fatti: 11 (22/03/2004)
- Miglior sequenza senza gol subiti: 7 (19/10/1997)
- Vittoria più larga: 1-8 vs. Amerina (08/11/1953)

#### Negative
Totali
- Peggior sequenza senza vittorie: 21 (27/11/1960)
- Peggior sequenza di sconfitte: 12 (28/05/1950)
- Peggior sequenza senza gol fatti: 9 (22/04/1973)
- Peggior sequenza con gol subiti: 25 (20/01/1952)

In casa
- Peggior sequenza senza vittorie: 9 (19/11/2006)
- Peggior sequenza di sconfitte: 6 (05/04/1931)
- Peggior sequenza senza gol fatti: 5 (09/01/1983)
- Peggior sequenza con gol subiti: 17 (20/04/1952)
- Sconfitta più larga: 1-6 vs. Casertana (09/06/1991)

Fuori casa
- Peggior sequenza senza vittorie: 41 (20/05/1951)
- Peggior sequenza di sconfitte: 16 (29/11/1950)
- Peggior sequenza senza gol fatti: 8 (14/03/1993)
- Peggior sequenza con gol subiti: 50 (13/01/1952)
- Sconfitta più larga: 9-0 vs. Messina (08/06/1930)

### Bilancio incontri
Di seguito il bilancio di tutti gli incontri ai quali ha preso parte la Ternana nella sua storia.
- Serie B (Prima Divisione 1927-1929, Serie B)
- Lega Pro Prima Divisione (Seconda Divisione 1926-1927, Prima Divisione 1929-1933, Serie C, Serie C1, Lega Pro Prima Divisione)
- Lega Pro Seconda Divisione (Serie C2, Lega Pro Seconda Divisione)
- Serie D (Seconda Divisione 1925-1926, prima Divisione 1935-1938, Promozione 1950-1952, IV Serie, Campionato Nazionale Dilettanti, Serie D)
- Campionati regionali (Seconda Divisione 1934-1935, Promozione 1952-1954)
- Coppa Italia Lega Pro (Coppa Italia Serie C, Coppa Italia Lega Pro)
- Supercoppa di Lega Pro (Coppa dell'Italia Centrale 1937-1939, Supercoppa di Lega di Prima Divisione)

| Categoria                  | GC   | VC  | NC  | PC  | FC   | SC   | GF   | VF  | NF  | PF  | FF   | SF   | GT   | VT   | NT  | PT  | FT   | ST   |
| -------------------------- | ---- | --- | --- | --- | ---- | ---- | ---- | --- | --- | --- | ---- | ---- | ---- | ---- | --- | --- | ---- | ---- |
| Serie A                    | 30   | 7   | 13  | 10  | 21   | 27   | 30   | 0   | 8   | 22  | 12   | 52   | 60   | 7    | 21  | 32  | 33   | 79   |
| Serie B                    | 483  | 222 | 179 | 82  | 618  | 366  | 483  | 88  | 167 | 228 | 429  | 695  | 966  | 310  | 346 | 310 | 1047 | 1061 |
| Lega Pro Prima Divisione   | 532  | 310 | 142 | 80  | 813  | 382  | 528  | 97  | 185 | 246 | 404  | 706  | 1060 | 407  | 327 | 326 | 1217 | 1088 |
| Lega Pro Seconda Divisione | 87   | 59  | 20  | 8   | 150  | 61   | 86   | 26  | 26  | 34  | 72   | 93   | 173  | 85   | 46  | 42  | 222  | 154  |
| Serie D                    | 261  | 153 | 71  | 37  | 413  | 186  | 261  | 41  | 77  | 143 | 189  | 419  | 522  | 194  | 148 | 180 | 602  | 605  |
| Coppa Italia Lega Pro      | 60   | 30  | 14  | 16  | 92   | 53   | 57   | 15  | 17  | 25  | 36   | 62   | 117  | 45   | 31  | 41  | 128  | 115  |
| Coppa Italia Dilettanti    | 3    | 1   | 2   | 0   | 4    | 1    | 3    | 0   | 3   | 0   | 1    | 1    | 6    | 1    | 5   | 0   | 5    | 2    |
| Supercoppa di Lega Pro     | 9    | 6   | 2   | 1   | 29   | 5    | 9    | 3   | 2   | 4   | 14   | 16   | 18   | 9    | 4   | 5   | 43   | 21   |
| Coppa Italia               | 58   | 24  | 20  | 14  | 91   | 69   | 49   | 11  | 15  | 23  | 44   | 82   | 107  | 35   | 35  | 37  | 135  | 151  |
| Campionati Regionali       | 26   | 24  | 1   | 1   | 81   | 10   | 27   | 13  | 12  | 2   | 48   | 21   | 53   | 37   | 13  | 3 1 | 29   | 31   |
| TOTALE                     | 1549 | 836 | 464 | 249 | 2312 | 1160 | 1533 | 294 | 512 | 727 | 1249 | 2147 | 3082 | 1130 | 976 | 976 | 3561 | 3307 |

### Bilancio mensile
Di seguito è riportato il bilancio di tutti gli incontri suddivisi per mese.
| Mese      | GC  | VC | NC | PC | FC  | SC  | GF  | VF | NF | PF | FF  | SF  | GT  | VT  | NT  | PT  | FT  | ST  | %     |
| --------- | --- | -- | -- | -- | --- | --- | --- | -- | -- | -- | --- | --- | --- | --- | --- | --- | --- | --- | ----- |
| Gennaio   | 161 | 83 | 48 | 30 | 233 | 126 | 168 | 30 | 58 | 80 | 152 | 240 | 329 | 113 | 106 | 110 | 385 | 366 | 50.46 |
| Febbraio  | 152 | 93 | 43 | 16 | 255 | 110 | 157 | 38 | 47 | 72 | 133 | 210 | 309 | 131 | 90  | 88  | 388 | 320 | 56.96 |
| Marzo     | 168 | 96 | 48 | 24 | 247 | 110 | 170 | 33 | 61 | 76 | 144 | 240 | 338 | 129 | 109 | 100 | 391 | 350 | 54.29 |
| Aprile    | 156 | 85 | 42 | 29 | 237 | 108 | 150 | 25 | 58 | 67 | 120 | 215 | 306 | 110 | 100 | 96  | 357 | 323 | 52.29 |
| Maggio    | 140 | 74 | 42 | 24 | 214 | 116 | 154 | 23 | 45 | 86 | 121 | 236 | 294 | 97  | 87  | 110 | 335 | 352 | 47.79 |
| Giugno    | 59  | 34 | 18 | 7  | 92  | 45  | 48  | 10 | 12 | 26 | 43  | 93  | 107 | 44  | 30  | 33  | 135 | 138 | 55.14 |
| Luglio    | 7   | 4  | 2  | 1  | 10  | 10  | 6   | 1  | 2  | 3  | 4   | 7   | 13  | 5   | 4   | 4   | 14  | 17  | 53.85 |
| Agosto    | 53  | 25 | 19 | 9  | 70  | 41  | 54  | 11 | 22 | 21 | 44  | 73  | 107 | 36  | 41  | 30  | 114 | 114 | 52.8  |
| Settembre | 142 | 74 | 43 | 25 | 206 | 106 | 123 | 31 | 39 | 53 | 108 | 153 | 265 | 105 | 82  | 78  | 314 | 259 | 55.09 |
| Ottobre   | 182 | 94 | 56 | 32 | 268 | 136 | 166 | 31 | 58 | 77 | 112 | 223 | 348 | 125 | 114 | 109 | 380 | 359 | 52.3  |
| Novembre  | 166 | 84 | 55 | 27 | 232 | 125 | 181 | 32 | 59 | 90 | 143 | 255 | 347 | 116 | 114 | 117 | 375 | 380 | 49.86 |
| Dicembre  | 163 | 90 | 48 | 25 | 248 | 127 | 156 | 29 | 51 | 76 | 125 | 202 | 319 | 119 | 99  | 101 | 373 | 329 | 52.82 |

## Statistiche individuali

### Lista dei capitani
| Calciatore              | Ruolo | Stagioni al club      | Stagioni da capitano | Presenze | Reti |
| ----------------------- | ----- | --------------------- | -------------------- | -------- | ---- |
| …                       |       |                       |                      |          |      |
| Sergio Bonassin         | C     | 1961-1969             | 1967-1969 (2)        | 246      | 12   |
| Giovanni Meregalli      | A     | 1966-1971             | 1969-1971 (2)        | 137      | 16   |
| Romano Marinai          | C     | 1965-1973             | 1971-1973 (3)        | 254      | 21   |
| Fernando Benatti        | D/C   | 1969-1975             | 1973-1975 (2)        | 119      | 4    |
| Sandro Crivelli         | C     | 1973-1977             | 1975-1977 (2)        | 119      | 4    |
| Piero Volpi             | C     | 1977-1979             | 1977-1979 (2)        | 73       | 1    |
| Poerio Mascella         | P     | 1977-1980             | 1979-1980 (1)        | 114      | -102 |
| ...                     |       |                       |                      |          |      |
| Gabriele Ratti          | D     | 1977-1980 e 1981-1988 | 1984-1986 (2)        | 290      | 4    |
| Vincenzo D'Amico        | A     | 1986-1988             | 1986-1988 (2)        | 56       | 20   |
| Arcangelo Sciannimanico | C     | 1988-1990             | 1988-1990 (3)        | 72       | 16   |
| Paolo Pochesci          | D     | 1988-1993             | 1990-1993 (1)        | 124      | 5    |
| Claudio Canzian         | C     | 1991-1995             | 1993-1995 (2)        | 85       | 6    |
| Roberto Borrello        | C     | 1989-1991 e 1993-1997 | 1995-1997 (2)        | 166      | 14   |
| Giacomo Modica          | C     | 1996-1998             | 1997-1998 (1)        | 58       | 6    |
| Fabrizio Fabris         | C     | 1997-2002             | 1998-2002 (4)        | 170      | 14   |
| Ezio Brevi              | D     | 1997-1999 e 2002-2004 | 2002-2004 (2)        | 137      | 9    |
| Giulio Migliaccio       | C     | 2003-2005             | 2004-2005 (1)        | 36       | 0    |
| Houssine Kharja         | C     | 2001-2005 e 2006-2007 | 2005 (1)             | 119      | 9    |
| Luis Jiménez            | C     | 2002-2006 e 2006-2007 | 2005-2006 (1)        | 88       | 25   |
| Mario Frick             | A     | 2002-2006             | 2006 (1)             | 133      | 44   |
| Salvatore Russo         | D/C   | 2004-2007             | 2006-2007 (1)        | 65       | 2    |
| Salvatore Miceli        | C     | 2007                  | 2007 (1)             | 16       | 0    |
| Stefano Trinchera       | D     | 2007-2008             | 2007-2008 (1)        | 33       | 4    |
| Luigi Sartor            | D     | 2007-2009             | 2008-2009 (1)        | 24       | 0    |
| Stefano Visi            | P     | 2008-2011             | 2009-2010 (1)        | 79       | -92  |
| Romano Tozzi Borsoi     | A     | 2006-2011             | 2010-2011 (1)        | 134      | 42   |
| Stefano Ambrosi         | P     | 2011-2013             | 2011-2013 (2)        | 46       | 0    |
| Mirco Antenucci         | A     | 2013-2014             | 2013-2014 (1)        | 40       | 19   |
| Pasquale Fazio          | D     | 2011-2015 e 2018-2019 | 2014-2015 (1)        | 149      | 3    |
| Luigi Vitale            | D     | 2012-2013 e 2014-2016 | 2015-2016 (1)        | 106      | 11   |
| Biagio Meccariello      | D     | 2012-2017             | 2016-2017 (1)        | 121      | 5    |
| Cristian Daniel Ledesma | D     | 2017                  | 2017 (1)             | 19       | 0    |
| Marino Defendi          | C     | 2016-                 | 2017- (4)            | 122      | 7    |

### Presenze in partite ufficiali
in grassetto i calciatori ancora in squadra

- 312  Gabriele Ratti (1977-1980, 1983-1992)
- 270  Romano Marinai (1965-1973)
- 249  Sergio Bonassin (1961-1969)
- 247  Orlando Strinati (1937-1941, 1945-1952)
- 235  Angelino Rosa (1969-1970, 1971-1977)
- 234  Primo Germano (1963-1970)
- 229  Franco Nicolini (1962-1970)
- 227  Mariano Pazzi (1945-1957)
- 222  Loris Bravetti (1947-1961)
- 216  Franco Moretti (1941-1942, 1945-1948, 1953-1957, 1959-1960)

| Campionato - 266 Gabriele Ratti (1977-1980, 1981-1988) - 254 Romano Marinai (1965-1973) - 246 Sergio Bonassin (1961-1969) - 241 Orlando Strinati (1937-1941, 1945-1952) - 228 Primo Germano (1963-1970) - 227 Mariano Pazzi (1945-1957) - 226 Franco Nicolini (1962-1970) - 222 Loris Bravetti (1947-1961) - 218 Angelino Rosa (1969-1970, 1971-1977) - 216 Franco Moretti (1941-1942, 1945-1948, 1953-1957, 1959-1960) | Coppe nazionali - 46 Gabriele Ratti (1977-1980, 1981-1988) - 29 Francesco Di Vincenzo (1983-1988) - 21 Giorgio Eritreo (1985-1990) 21 Nicola Peragine (1981-1986) 21 Bruno Spinelli (1983-1990) - 20 Erasmo Lucido (1980-1981, 1982-1984) 20 Silvio Paolucci (1982-1985) 20 Massimo Pedrazzini (1979-1981) 20 Giovanni Francesco Pozza (1980-1982) - 19 Fernando Benatti (1969-1975) 19 Fabrizio Fabris (1997-2002) |

| Serie A - 57 Fernando Benatti (1972-1973, 1974-1975) - 56 Angelino Rosa (1972-1973, 1974-1975) - 40 Nicola Traini (1972-1973, 1974-1975) - 30 Aldo Nardin (1974-1975) - 29 Ferdinando Donati (1974-1975) 29 Renato Luchitta (1972-1973) 29 Mario Russo (1972-1973) - 28 Franco Panizza (1974-1975) - 27 Giorgio Mastropasqua (1972-1973) 27 Sandro Crivelli (1974-1975)                               | Serie B - 164 Massimo Borgobello (1998-1999, 2000-2004) - 162 Angelino Rosa (1969-1970, 1971-1972, 1973-1974, 1975-1977) - 147 Romano Marinai (1968-1972) - 141 Gianluca Grava (1999-2004) - 139 Fernando Benatti (1969-1972, 1973-1974) - 137 Martin Valjent (2013-2018) 137 Felipe Avenatti (2013-2017) - 133 Mario Frick (2002-2006) - 131 Fabrizio Fabris (1998-2002) - 125 Pietro Biagini (1975-1979) |
| Serie C/C1/1D - 178 Ancillotto Ancillotti (1938-1943, 1945-1946, 1948-1949) - 135 Romano Tozzi Borsoi (2006-2011) - 134 Primo Germano (1964-1968) - 130 Franco Nicolini (1964-1968) - 128 Sergio Bonassin (1964-1968) - 123 Oreste Cioni (1938-1943) - 122 Nicola Peragine (1981-1986) - 118 Giuseppe Ostromann (1938-1943) - 115 Gabriele Ratti (1981-1986) - 114 Luigi Ukmar (1940-1943, 1945-1946) | Serie C2 - 90 Giorgio Eritreo (1986-1989) - 61 Gabriele Ratti (1986-1988) 61 Bruno Spinelli (1986-1989) - 60 Riccardo Onorato (1986-1988) - 56 Bruno Baldari (1995-1997) 56 Vincenzo D'Amico (1986-1988) - 54 Daniele Catto (1987-1989) - 53 Francesco Di Vincenzo (1986-1988) - 52 Roberto Borrello (1995-1997) 52 Alberto Raggi (1986-1988)                                                              |

| Coppa Italia - 19 Fernando Benatti (1969-1975) - 18 Pietro Biagini (1974-1979) - 17 Angelino Rosa (1969-1977) - 16 Sandro Crivelli (1973-1977) 16 Romano Marinai (1968-1973) 16 Poerio Mascella (1977-1980) - 15 Giovanni Masiello (1973-1977) 15 Fabrizio Miccoli (1998-2002) 15 Gabriele Ratti (1977-1980) - 14 Giovanni De Rosa (1998-2002) 14 Fabrizio Fabris (1998-2002) 14 Sileno Passalacqua (1977-1980) | Coppa Italia Serie C - 31 Gabriele Ratti (1981-1988) - 29 Francesco Di Vincenzo (1983-1988) - 21 Giorgio Eritreo (1985-1990) 21 Nicola Peragine (1981-1986) 21 Bruno Spinelli (1983-1990) - 20 Erasmo Lucido (1980-1981, 1982-1984) 20 Silvio Paolucci (1982-1985) 20 Giovanni Francesco Pozza (1980-1982) - 18 Vittorio Martini (1980-1981, 1983-1985) - 17 Paolo Pochesci (1988-1992) 17 Claudio Valigi (1980-1982) |

### Marcature in partite ufficiali
in grassetto i calciatori ancora in squadra

- 125  Giuseppe Ostromann (1938-1943, 1947-1949)
- 79  Massimo Borgobello (1997-1999, 2000-2004)
- 48  Antonio Cardillo (1965-1966, 1967-1973)
- 47  Mario Frick (2002-2006)
- 46  Romano Tozzi Borsoi (2006-2011)
- 39  Oreste Cioni (1932-133, 1938-1943)
- 38  Romano Sciarretta (1964-1969)

38  Sergio Tonini (1962-1965)
38  Ferrero Tossio (1946-1949)
- 37  Franco Moretti (1941-1942, 1945-1948, 1953-1957, 1959-1960)

| Campionato - 113 Giuseppe Ostromann (1938-1943, 1947-1949) - 74 Massimo Borgobello (1997-1999, 2000-2004) - 47 Antonio Cardillo (1965-1966, 1967-1973) - 44 Mario Frick (2002-2006) - 42 Romano Tozzi Borsoi (2006-2011) 38 Sergio Tonini (1962-1965) 38 Ferrero Tossio (1946-1949) - 37 Oreste Cioni (1932-133, 1938-1943) 37 Franco Moretti (1941-1942, 1945-1948, 1953-1957, 1959-1960) - 36 Romano Sciarretta (1964-1969) | Coppe nazionali - 12 Giuseppe Ostromann (1938-1941) - 7 Eraldo Celi (1937-1939) - 6 Walter Ballarin (1980-1981) 6 Aldo Orsini (1937-1939) - 5 Massimo Borgobello (1997-1999, 2000-2004) 5 Angelo Raffaele Nolé (2010-2014) 5 Carlo Petrini (1974-1975) 5 Bruno Zanolla (1975-1977, 1981-1982) - 4 14 calciatori |

| Serie A - 4 Nicola Traini (1972-1973, 1974-1975) - 3 Salvatore Garritano (1974-1975) 3 Carlo Petrini (1974-1975) - 2 Fernando Benatti (1972-1973, 1974-1975) 2 Bruno Beatrice (1972-1973) 2 Antonio Cardillo (1972-1973) 2 Rino Gritti (1974-1975) 2 Renato Luchitta (1972-1973) 2 Giorgio Mastropasqua (1972-1973) 2 Franco Panizza (1974-1975) 2 Angelino Rosa (1972-1973, 1974-1975)                 | Serie B - 62 Massimo Borgobello (1998-1999, 2000-2004) - 44 Mario Frick (2002-2006) - 32 Fabrizio Miccoli (1998-2002) - 31 Franco Cardinali (1946-1948) - 29 Felipe Avenatti (2013-2017) - 25 Fabio Ceravolo (2012-2016) 25 Ferrero Tossio (1946-1949) - 24 Luis Jiménez (2002-2006) - 23 Corrado Grabbi (1998-1999, 2000-2001, 2004-2005)     |
| Serie C/C1/1D - 112 Giuseppe Ostromann (1938-1943, 1948-1949) - 42 Romano Tozzi Borsoi (2006-2011) - 35 Oreste Cioni (1932-1933, 1938-1943) - 32 Luciano Maran (1939-1943, 1945-1946) - 31 Amando Serlupini (1948-1950) - 28 Romano Sciarretta (1964-1968) - 23 Antonio Cardillo (1965-1966, 1967-1968) 23 Giorgio Dentuti (1939-1943) - 20 Silvio Paolucci (1982-1985) - 16 Alfredo Ciucci (1948-1950) | Serie C2 - 20 Vincenzo D'Amico (1986-1988) - 16 Alessandro Costa (1995-1996) - 14 Giorgio Eritreo (1986-1989) - 13 Paolo Doto (1988-1989) 13 Bruno Spinelli (1986-1989) - 10 Arcangelo Sciannimanico (1988-1989) - 9 Salvatore Garritano (1988-1989) 9 Antonio Ravot (1986-1987) - 8 Daniele Bellotto (1996-1997) 8 Nicola Coppola (1987-1988) |

| Coppa Italia - 9 Giuseppe Ostromann (1938-1941) - 5 Carlo Petrini (1974-1975) - 4 Saidu Adeshina (2000-2004, 2005-2006) 4 Fabio Artico (1999-2000) 4 Massimo Borgobello (1998-1999, 2000-2004) 4 Roberto D'Aversa (2001-2003) 4 Giovanni De Rosa (1977-1980) 4 Nicola Traini (1972-1973, 1974-1976) - 3 Felipe Avenatti (2013-2017) 3 Roberto Casone (1975-1979) 3 Piero Cucchi (1969-1972) 3 Mario Frick (2002-2006) 3 Fabrizio Miccoli (1998-2002) 3 Romano Tozzi Borsoi (2006-2007, 2009-2011) 3 Cristian Stellini (1998-2000) | Coppa Italia C - 6 Walter Ballarin (1980-1981) - 5 Angelo Raffaele Nolé (2010-2012) - 4 Giovanni Gino (1980-1981) 4 Enzo Mocellin (1981-1983) 4 Silvio Paolucci (1982-1985) 4 Nicola Peragine (1981-1986) 4 Enzo Redomi (1980-1982) 4 Bruno Zanolla (1981-1982) - 3 9 calciatori |